# Distretto di Oleksandrivka (oblast' di Donec'k)
Il distretto di Oleksandrivka (in ucraino Олександрівський район?) era un distretto dell'Ucraina, situato nell'oblast' di Donec'k. Il suo capoluogo era Oleksandrivka.
È stato soppresso con la riforma amministrativa del 2020.